# South of Scotland Football League
La South of Scotland Football League è uno dei 6 campionati semiprofessionistici minori di calcio in Scozia, quello che copre la parte meridionale del paese.

## La lega
La lega, relativamente antica, fu fondata nel 1946 per promuovere il calcio semiprofessionistico nell'area ai confini con l'Inghilterra.
La lega è un membro della Scottish Football Association ed è interconnessa con la sovrastante Lowland Football League mediante un play-off fra il proprio campione, quello della East of Scotland Football League e quello della West of Scotland Football League, cui segue un'altra sfida con l'ultima classificata della LFL.
Il campionato è composto da 12 squadre che si sfidano in andata e ritorno. Non essendo prevista in Scozia una connessione col calcio dilettantistico, il campionato non ha retrocessioni.

## Partecipanti stagione 2024-2025
- Abbey Vale
- Creetown
- Dalbeattie Star
- Lochar Thistle
- Lochmaben
- Mid-Annandale
- Newton Stewart
- Nithsdale Wanderers
- St. Cuthbert Wanderers
- Stranraer reserves
- Upper Annandale
- Wigtown & Bladnoch